# Amertak
De Amertak is een waterweg ten westen van Geertruidenberg in de Nederlandse provincie Noord-Brabant, die op 21 juli 1993 door Rijkswaterstaat is vrijgegeven voor het scheepvaartverkeer. Deze kanaalverbinding verbindt de Amer met het Wilhelminakanaal.
Het kanaal is CEMT-klasse Va en de maximaal toegestane afmetingen voor de scheepvaart zijn:
- 135 meter lang,
- 11,5 meter breed
- maximale diepgang 3,3 meter.[2]

Het kanaal is gegraven met maar één doel: de Donge te ontlasten van het scheepvaartverkeer. Men vond de Donge voor de doorgaande scheepvaart richting Oosterhout en Tilburg te smal en te ondiep, en daarom voor de beroepsvaart moeilijk te bevaren.

## Amertakbrug
Over het kanaal ligt op 1,83 km vanaf de invaart vanaf de Amer de Amertakbrug.
- De doorvaartopening van het vaste deel is 30 meter breed en een vrije doorvaarthoogte van KP +7,8 meter.
- De doorvaartbreedte van de beweegbare basculebrug is 16 meter, met een doorvaarthoogte in gesloten stand van  KP +7,8 meter.
- Communicatie is op VHF-kanaal 18. Bediening op afstand vanaf Centrale Bediening Oosterhout.[4]